# Neal C. Wilson
Neal C. Wilson (Lodi, California, 5 de julio de 1920 - Dayton, Maryland, 14 de diciembre de 2010) fue un Pastor de la Iglesia Adventista del Séptimo Día que sirvió como Presidente de la Asociación General de la Iglesia Adventista del Séptimo Día desde enero de 1979 hasta julio de 1990. Wilson desempeñaba el cargo de Presidente de la División Norteamericana cuando fue elegido en el Concilio Anual de la Asociación General de 1978, para tomar el lugar del previo presidente de la Asociación General, Robert Pierson, quien había renunciado al cargo por problemas de salud.
Fue sucedido como Presidente de la Asociación General el 6 de julio de 1990, por Robert Folkenberg, quien fuese el presidente de la Asociación de Carolina. Wilson murió el 14 de diciembre de 2010 a la edad de 90 años.

## Biografía
Neal C. Wilson nació en la ciudad de Lodi ubicada en el condado de San Joaquín en el estado estadounidense de California, el 5 de julio de 1920, hijo de un misionero y administrador de la Iglesia Adventista del Séptimo Día. Recibió su educación primaria y secundaria en Zambia, Malawi, Sudáfrica, e India, países en los que los cuales su padre sirvió a la Iglesia Adventista del Séptimo día en puestos pastorales y administrativos. Estudió luego en el Colegio de la Unión del Pacífico, ubicado en Angwin, California, y más tarde asistió al Seminario Teológico Adventista, de donde se graduó en 1944, cuando se encontraba ubicado en Takoma Park, Maryland. 
Wilson sirvió a la iglesia en Egipto desde 1944 a 1958, primero como pastor y evangelista y más tarde como presidente administrativo de esa región.
Fue director de departamentos de 1959 a 1960 en la Asociación Central de California, y de 1960 a 1962 en la Unión de Columbia. Luego presidió dicha Unión durante cuatro años. 
En 1966 fue elegido vicepresidente de la Asociación General para servir como Presidente de la División Norteamericana, hasta que fue nombrado presidente de la Asociación General en el Concilio Anual de 1978, cuando por razones médicas renunció el pastor Robert Pierson.
El hijo de Neal C. Wilson, Ted N. C. Wilson, seguiría los pasos de su padre siendo el actual presidente de la Asociación General de los Adventistas del Séptimo Día.

## Presidencia
Como presidente de la Asociación General de los Adventistas del Séptimo Día, Wilson promovió la misión de la iglesia adventista en la antigua Unión Soviética dos años antes de la caída del comunismo allá, ayudando a obtener permiso para establecer un seminario Adventista y sedes administrativas cerca de Moscú en 1987. También previó en 1980 la adopción de las Creencias Fundamentales, la creación de la Radio Mundial Adventista, y promovió el cambio de ubicación de la sede mundial de la Iglesia Adventista desde Takoma Park, Maryland a su ubicación actual en Silver Spring.
Durante su presidencia, Wilson visitó 170 países donde la iglesia operaba instituciones de salud, educación, evangelismo y publicaciones. Era conocido por recordar los nombres de muchas personas, incluso después de cortas reuniones.
“Lo considero como uno de los líderes más destacados en la historia de la iglesia”, dijo Bill Johnsson, previo editor de la Revista Adventista. “Le pregunté una vez como recordaba los nombres de las personas tan bien y dijo que sólo se aseguraba de hacerlo”.
Después de su retiro en 1990, Wilson sirvió como consejero en la División Euro-Asiática de la iglesia. De acuerdo con Johnsson, el Departamento de Estado de los Estados Unidos lo llamaba periódicamente concerniente a situaciones en el Medio Oriente debido a su conocimiento de la región por los 15 años que pasó en Egipto.
“Podría haber sido un hombre de Estado o un diplomático pero eligió dar sus talentos a la iglesia y todos hemos sido bendecidos por eso”, dijo Johnsson.

## Crisis
Neal C. Wilson designó el Comité de Investigación Sanctuary, el cual fue un grupo de eruditos bíblicos y administradores que se reunieron para dar la respuesta de la iglesia al teólogo Desmond Ford, pastor adventista, quien había hecho frente a detalles de la doctrina del Juicio Investigador. La reunión se llevó a cabo desde el 11 al 14 de agosto de 1980, en el Rancho de Glacier View, un lugar de retiro espiritual de la iglesia y centro de conferencias en Colorado, Estados Unidos. El comité resolvió revocar las credenciales de Ford, lo cual causó gran controversia dentro de la iglesia junto con la mayor salida de profesores y pastores en su historia. Un comentarista moderno describe “Glacier View” como “taquigrafía adventista para dolor, disensión y división”.